# Qingdao Conson Stadion
Het Qingdao Conson Stadion (Chinees: 青岛国信体育场) is een multifunctioneel stadion in Qingdao, een stad in Chinese provincie Shandong. Bij de opening heette dit stadion Yizhong Sportcentrum Stadion (颐中体育中心体育场).
Het stadion wordt vooral gebruikt voor voetbalwedstrijden, de voetbalclub FC Qingdao Huanghai speelt hier zijn thuiswedstrijden. In het verleden maakten ook Qingdao Jonoon en FC Qingdao Hailifeng er gebruik van. Er kunnen ook atletiekwedstrijden worden gespeeld. Om het grasveld ligt een atletiekbaan.
In het stadion is plaats voor 45.000 toeschouwers. Het stadion werd geopend in 1999. Vanwege veiligheidsproblemen werd het stadion vanaf 2006 niet meer gebruikt. Na een renovatie van meer van 200 dagen kon het stadion weer worden gebruikt. Bij deze renovatie is er onder andere voor gezorgd dat bij noodsituaties de toeschouwers sneller het stadion kunnen verlaten. De renovatie vond plaats in 2012.